# Rosa, soltera
Rosa, soltera es el trigésimo primer capítulo de la segunda temporada de la serie de televisión argentina Mujeres asesinas. Este episodio se estrenó el día 7 de noviembre de 2006.
Este episodio fue protagonizado por Eleonora Wexler, en el papel de asesina. Coprotagonizado por Nicolás Pauls y Antonella Costa. Y las participaciones de Gonzalo Urtizberea y Ana María Casó.

## Desarrollo

### Trama
Rosa (Eleonora Wexler) y Lautaro (Nicolás Pauls) parecen ser la pareja ideal. Son novios desde hace 8 años y tienen el plan de casarse y formar familia. Lautaro tiene una personalidad seductora y trabaja como encargado de un buffet. Rosa es una joven maestra que vive con su madre y que tiene todas las expectativas puestas en su futuro matrimonio. Pero Verónica (Antonella Costa) aparecerá en la vida de Rosa y Lautaro y todo cambiará para ellos. Los proyectos de un futuro juntos desaparecen y decide ponerle fin. Rosa agarró el revólver para matar a su novio de tres balazos en el pecho y luego dispara en el estómago de ella.

### Condena
Lautaro murió en el acto. Rosa permaneció internada 20 días, por heridas que no afectaron ningún órgano vital. Fue condenada a 9 años de prisión por homicidio simple. Recuperó la libertad a principios de 2002, tras 7 años de cárcel. Con su madre se mudaron a un pueblo de Galicia, España, donde está instalada parte de su familia. Rosa trabaja de cocinera voluntaria en una asociación de lucha contra la violencia familiar.

## Elenco
- Eleonora Wexler
- Nicolás Pauls
- Antonella Costa
- Gonzalo Urtizberea
- Ana María Casó
- Eduardo Narvay